# Grace Is Gone
Grace Is Gone (La vida sin Grace en España y Ella se fue en Argentina y Perú) es una película estrenada el 7 de diciembre de 2007 en Estados Unidos y el 13 de junio de 2008 en España. Protagonizada por John Cusack y escrita y dirigida por James C. Strouse, la banda sonora es de Clint Eastwood.

## Argumento
Stanley Philipps (John Cusack) acaba de enterarse de que su mujer, soldado de primera en la guerra de Irak ha muerto, abatida por fuego enemigo. Stanley se derrumba completamente y todo su mundo se desmorona, pero no puede permitirse el lujo de llorar ya que tiene que mantener la compostura ante sus dos hijas, Heidi (Shélan O'Keffe) y Dawn (Gracie Bednarczyk). Sus amigos y familiares como John (Alessandro Nivola) intentan encontrar la mejor forma de comunicarles la noticia a las pequeñas.
Finalmente decide que lo mejor es llevárselas de viaje e ir a un parque de atracciones, con el fin de que las niñas estén entretenidas y estén felices y cuando se enteren del fallecimiento de su madre sufran menos. Pero la ocasión no acaba de presentarse, y Stanley se aguanta su dolor, disimula, esquiva preguntas e inventa historias para ellas. Sin embargo a él, ¿quién va a consolarle?

## Reparto
- John Cusack (Stanley Phillips)
- Shélan O'Keefe (Heidi Phillips)
- Gracie Bednarczyk (Dawn Phillips)
- Alessandro Nivola (John Phillips)

## Recepción crítica y comercial
Según la página de Internet Rotten Tomatoes obtuvo un 62% de comentarios positivos, llegando a la siguiente conclusión: «Un refrescante film sobre los actuales dramas de la guerra de Irak, Grace Is Gone es un retrato sincero, muy bien interpretado el dolor del personaje principal.» A destacar el comentario del crítico cinematográfico Roger Ebert: 

«No es una gran película, simplemente funciona, pero John Cusack realiza una gran interpretación.»
Roger Ebert.

Según la página de Internet Metacritic obtuvo críticas positivas, con un 65%, basado en 18 comentarios de los cuales 13 son positivos. Recaudó aproximadamente 50.000 dólares en Estados Unidos. Sumando las recaudaciones internacionales la cifra asciende a 1 millón. El presupuesto invertido en la producción fue de 2 millones.

## Localizaciones
Grace Is Gone se rodó en diversas poblaciones de Estados Unidos, destacando Chicago, Niles, Itasca, Westmont o Wilmette, todas ellas en el estado de Illinois. También se rodaron algunas escenas en el estado de Florida.

## Premios
Globos de Oro
| Año  | Categoría              | Persona                                             | Resultado  |
| ---- | ---------------------- | --------------------------------------------------- | ---------- |
| 2008 | Mejor banda sonora     | Clint Eastwood                                      | Candidato  |
| 2008 | Mejor canción original | Clint Eastwood Carole Bayer Sager por Grace is Gone | Candidatos |

## DVD
Grace Is Gone salió a la venta el 27 de mayo de 2008 en Estados Unidos, en formato DVD. El disco contiene menús interactivos, acceso directo a escenas y subtítulos y audio en múltiples idiomas. En España salió a la venta en formato DVD. El disco contiene menús interactivos, acceso directo a escenas, subtítulos y audio en múltiples idiomas, tráileres, documental: detrás de las cámaras y entrevistas.